# Kuno II. von Falkenstein

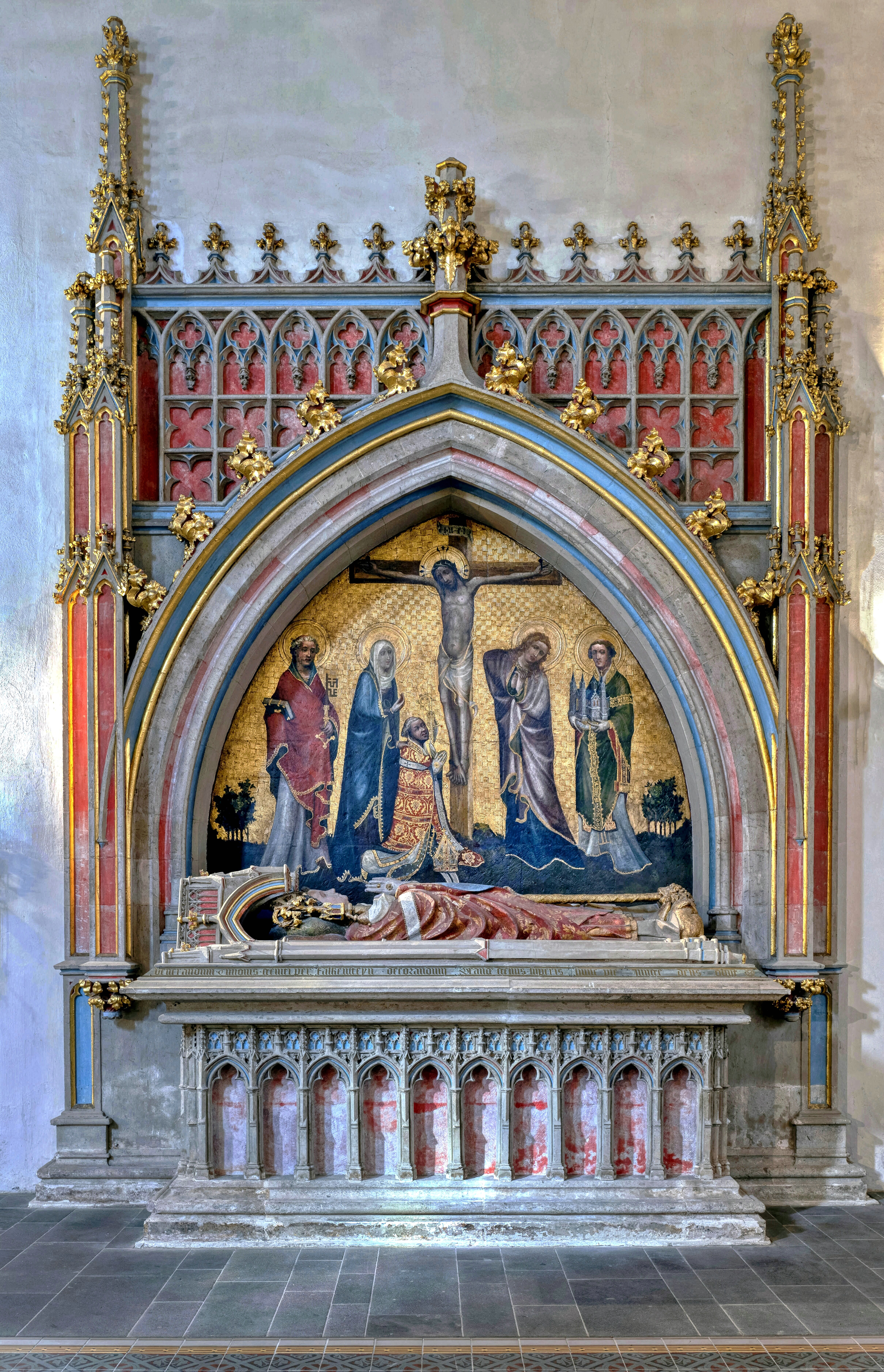
Grabmal in der Basilika St. Kastor in Koblenz

Kuno II. von Falkenstein (eigentlich Konrad von Falkenstein; * um 1320; † 21. Mai 1388 auf Burg Maus) war von 1362 bis 1388 Erzbischof und Kurfürst von Trier.

## Leben
Seine Eltern waren Philipp IV. von Falkenstein und Gräfin Johanna von Saarwerden. Schon früh entschieden sie, dass ihr Sohn Kleriker werden sollte. Damals wurden allerdings auch Kinder und Jugendliche, die Chor- oder Klosterschulen besuchten, als „Domicellarius“ bezeichnet. Ab 1345 war er als Scholaster an der Domschule zu Mainz und im Zeitraum von 1348 bis 1354 Propst des Mainzer Domkapitels. Kuno von Falkenstein war, wie Erwähnungen seiner Person in verschiedenen Handschriften zeigen, ein Förderer der Alchemie.
Während des Schismas im Zeitraum von 1346 bis 1353 trat er als Verweser des Erzstiftes Mainz in Erscheinung und galt als Unterstützer des Mainzer Erzbischofs Heinrich III. von Virneburg in dessen Kampf gegen seinen Nachfolger Gerlach von Nassau. Hierbei machte er sich auch einen Namen beim alternden Trierer Erzbischof Boemund II. von Saarbrücken, den er ab dem 4. April 1360 als Koadjutor unterstützte. Nach dem Tod Boemunds II. wurde Kuno II. am 27. Mai 1362 zu seinem Nachfolger berufen und empfing im Herbst 1362 die Weihe als Erzbischof und Kurfürst von Trier.
Im Jahr 1366 bewog das Kölner Domkapitel den durch Krankheit und Alter fast amtsunfähigen Kölner Erzbischof Engelbert III., die Einsetzung von Kuno II. als Koadjutor im Erzbistum Köln zu akzeptieren. Zusätzlich wurde er um Beistand gegen die aufständischen Städte Andernach und Linz am Rhein gebeten. Auch nach Engelberts Tod im Jahr 1368 blieb Kuno bis 1370 Verweser des Kölner Erzstifts. Er wirkte darauf hin, dass Friedrich III. von Saarwerden, der Sohn seines Vetters, 1371 Erzbischof in Köln wurde. Die ihm vom Papst Urban VI. 1384 angebotene Kardinalswürde lehnte er ab. Nicht zuletzt dank seiner finanziellen Hilfe gelang es, Friedrich III. von Saarwerden entscheidend zu stützen.
In Trier verhinderte er räuberische Einfälle der Bretonen ins Erzstift und setzte sich mit seiner Ablehnung der Reichsunmittelbarkeit der Stadt Trier erfolgreich durch. Auch konnte er mehrere territoriale Gewinne für das Erzstift verbuchen. Nach 26 Regierungsjahren dankte er 1388 zugunsten seines Neffen Werner von Falkenstein ab und starb im gleichen Jahr auf Burg Maus und wurde in der Kastorkirche in Koblenz begraben. Eine Beisetzung in Trier lehnte er ab, da er wegen Streitigkeiten schon seit 1377 nicht mehr dort residierte. Sein Großneffe Werner von Falkenstein wurde sein Nachfolger.

## Verwandtschaft
|                                             |                                             |                                             |                                             |                                               |                                               |                                               |                                               |                                               |                                               |                        |                        | Johann von Saarwerden ⚭ Ferriata von Leiningen |                        |  |  |                              |                              |                              |                              |                              |                              |                           |                           |                                                   |                                                   |                                                   |                                                   |                                                   |                                                   |                      |                      |                      |                      |
|                                             |                                             |                                             |                                             |                                               |                                               |                                               |                                               |                                               |                                               |                        |                        |                                                |                        |  |  |                              |                              |                              |                              |                              |                              |                           |                           |                                                   |                                                   |                                                   |                                                   |                                                   |                                                   |                      |                      |                      |                      |
|                                             |                                             |                                             |                                             |                                               |                                               |                                               |                                               |                                               |                                               |                        |                        |                                                |                        |  |  |                              |                              |                              |                              |                              |                              |                           |                           |                                                   |                                                   |                                                   |                                                   |                                                   |                                                   |                      |                      |                      |                      |
| Philipp IV. von Falkenstein                 | Philipp IV. von Falkenstein                 | Philipp IV. von Falkenstein                 | Philipp IV. von Falkenstein                 | Philipp IV. von Falkenstein                   | Philipp IV. von Falkenstein                   |                                               |                                               | Johanna von Saarwerden                        | Johanna von Saarwerden                        | Johanna von Saarwerden | Johanna von Saarwerden | Johanna von Saarwerden                         | Johanna von Saarwerden |  |  | Friedrich II. von Saarwerden | Friedrich II. von Saarwerden | Friedrich II. von Saarwerden | Friedrich II. von Saarwerden | Friedrich II. von Saarwerden | Friedrich II. von Saarwerden |                           |                           | Agnes von Salm                                    | Agnes von Salm                                    | Agnes von Salm                                    | Agnes von Salm                                    | Agnes von Salm                                    | Agnes von Salm                                    |                      |                      |                      |                      |
| Philipp IV. von Falkenstein                 | Philipp IV. von Falkenstein                 | Philipp IV. von Falkenstein                 | Philipp IV. von Falkenstein                 | Philipp IV. von Falkenstein                   | Philipp IV. von Falkenstein                   |                                               |                                               | Johanna von Saarwerden                        | Johanna von Saarwerden                        | Johanna von Saarwerden | Johanna von Saarwerden | Johanna von Saarwerden                         | Johanna von Saarwerden |  |  | Friedrich II. von Saarwerden | Friedrich II. von Saarwerden | Friedrich II. von Saarwerden | Friedrich II. von Saarwerden | Friedrich II. von Saarwerden | Friedrich II. von Saarwerden |                           |                           | Agnes von Salm                                    | Agnes von Salm                                    | Agnes von Salm                                    | Agnes von Salm                                    | Agnes von Salm                                    | Agnes von Salm                                    |                      |                      |                      |                      |
|                                             |                                             |                                             |                                             |                                               |                                               |                                               |                                               |                                               |                                               |                        |                        |                                                |                        |  |  |                              |                              |                              |                              |                              |                              |                           |                           |                                                   |                                                   |                                                   |                                                   |                                                   |                                                   |                      |                      |                      |                      |
|                                             |                                             |                                             |                                             | Kuno II. von Falkenstein Erzbischof von Trier | Kuno II. von Falkenstein Erzbischof von Trier | Kuno II. von Falkenstein Erzbischof von Trier | Kuno II. von Falkenstein Erzbischof von Trier | Kuno II. von Falkenstein Erzbischof von Trier | Kuno II. von Falkenstein Erzbischof von Trier |                        |                        |                                                |                        |  |  |                              |                              |                              |                              | Johann II. von Saarwerden    | Johann II. von Saarwerden    | Johann II. von Saarwerden | Johann II. von Saarwerden | Johann II. von Saarwerden                         | Johann II. von Saarwerden                         |                                                   |                                                   | Klara von Vinstingen                              | Klara von Vinstingen                              | Klara von Vinstingen | Klara von Vinstingen | Klara von Vinstingen | Klara von Vinstingen |
|                                             |                                             |                                             |                                             | Kuno II. von Falkenstein Erzbischof von Trier | Kuno II. von Falkenstein Erzbischof von Trier | Kuno II. von Falkenstein Erzbischof von Trier | Kuno II. von Falkenstein Erzbischof von Trier | Kuno II. von Falkenstein Erzbischof von Trier | Kuno II. von Falkenstein Erzbischof von Trier |                        |                        |                                                |                        |  |  |                              |                              |                              |                              | Johann II. von Saarwerden    | Johann II. von Saarwerden    | Johann II. von Saarwerden | Johann II. von Saarwerden | Johann II. von Saarwerden                         | Johann II. von Saarwerden                         |                                                   |                                                   | Klara von Vinstingen                              | Klara von Vinstingen                              | Klara von Vinstingen | Klara von Vinstingen | Klara von Vinstingen | Klara von Vinstingen |
|                                             |                                             |                                             |                                             |                                               |                                               |                                               |                                               |                                               |                                               |                        |                        |                                                |                        |  |  |                              |                              |                              |                              |                              |                              |                           |                           |                                                   |                                                   |                                                   |                                                   |                                                   |                                                   |                      |                      |                      |                      |
| Werner von Falkenstein Erzbischof von Trier | Werner von Falkenstein Erzbischof von Trier | Werner von Falkenstein Erzbischof von Trier | Werner von Falkenstein Erzbischof von Trier | Werner von Falkenstein Erzbischof von Trier   | Werner von Falkenstein Erzbischof von Trier   |                                               |                                               |                                               |                                               |                        |                        |                                                |                        |  |  |                              |                              |                              |                              |                              |                              |                           |                           | Friedrich III. von Saarwerden Erzbischof von Köln | Friedrich III. von Saarwerden Erzbischof von Köln | Friedrich III. von Saarwerden Erzbischof von Köln | Friedrich III. von Saarwerden Erzbischof von Köln | Friedrich III. von Saarwerden Erzbischof von Köln | Friedrich III. von Saarwerden Erzbischof von Köln |                      |                      |                      |                      |